# Parabola del seme che germoglia da solo

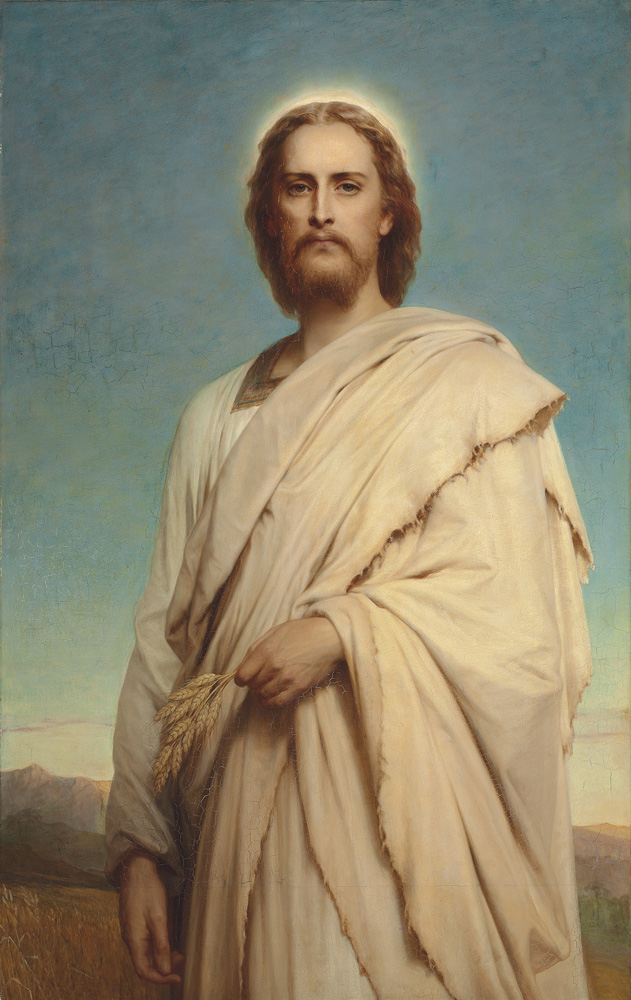
Cristo nel campo di grano, Frank Dicksee

La parabola del seme che germoglia da solo è una parabola di Gesù, narrata nel Vangelo secondo Marco (4,26-29) che mette in risalto il messaggio della venuta del regno di Dio. Essa segue la parabola del seminatore e precede la parabola del granello di senape.

## La parabola
(Vangelo secondo Marco, 4,26-29 (CEI))

## Interpretazione

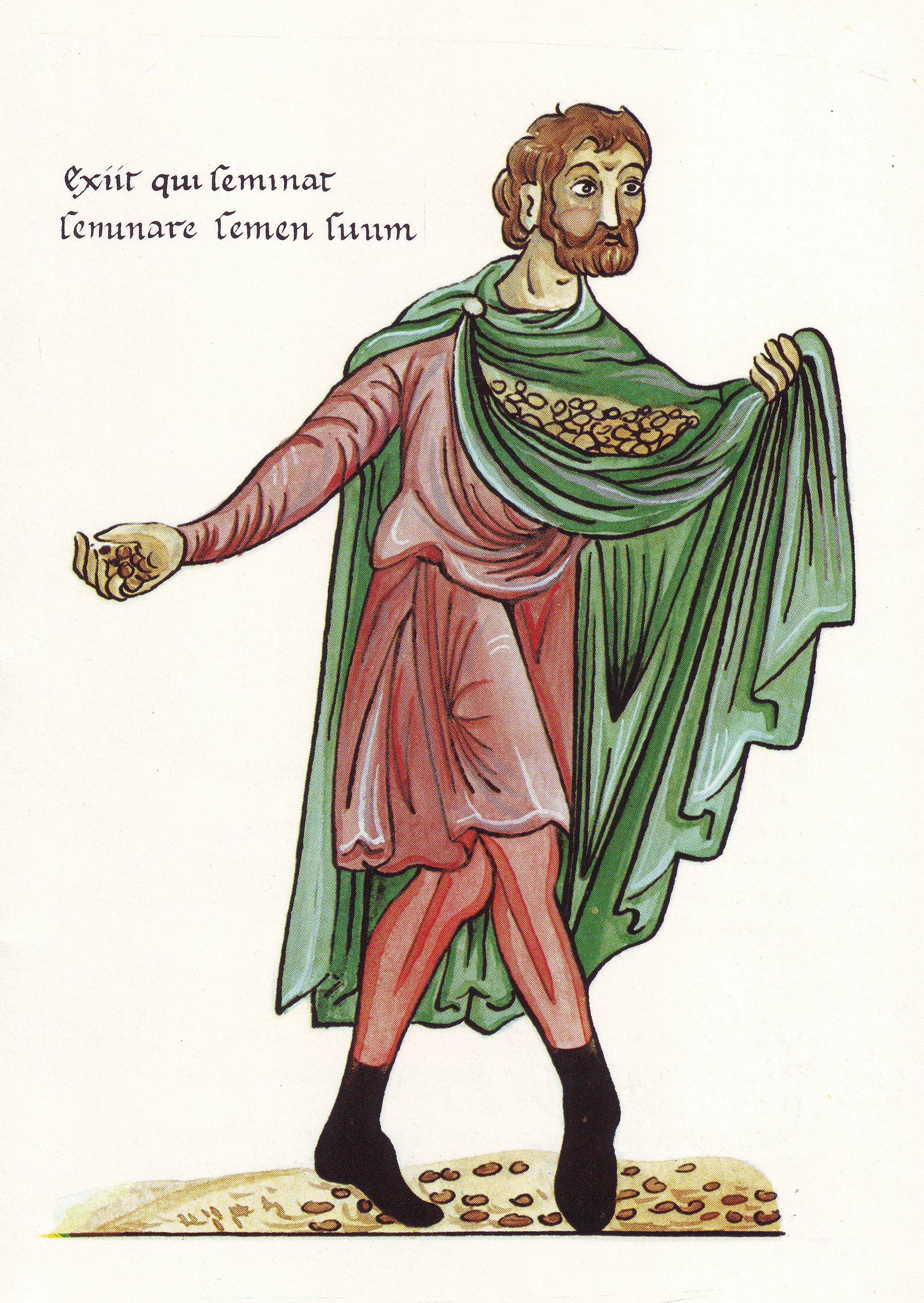
Il seminatore illustrato nell' Hortus deliciarum compilato da Herrad di Landsberg all'abbazia di Hohenburg in Alsazia (XII secolo).

Questa parabola può essere vista come correlata alla parabola del seminatore, anche se non la segue immediatamente nel testo evangelico. Lo scrittore avventista George Knight suggerisce come essa serva come "correzione per ogni discepolo antico o moderno che si possa sentire scoraggiato dal lavoro infruttuoso" e che non ha compreso il vero significato della parabola del seminatore. Anche quando il contadino dorme, il regno di Dio è in continua crescita. Esso cresce per indirizzo di Dio, non dell'uomo, e segue dei tempi propri.
San Paolo Apostolo descrive la crescita della chiesa a Corinto in modo simile:
Io ho piantato il seme, Apollo lo ha innaffiato, ma Dio lo ha fatto crescere.
A differenza della parabola del seminatore, il seme qui sembra rappresentare il regno di Dio stesso. Le differenze nell'interpretazione hanno portato all'enfatizzazione di diversi aspetti della parabola, come il seme, il seminatore o la terra.